# 博努斯 (貴族)
博努斯（?—627年）是拜占庭帝国的政治家與將軍，為皇帝希拉克略（公元 610－641年在位）的親信之一。他於公元626年阿瓦尔人和波斯萨珊王朝聯軍圍攻君士坦丁堡期間，成功地領導拜占庭守軍在保衛帝國首都君士坦丁堡的戰役中獲勝。

## 生平

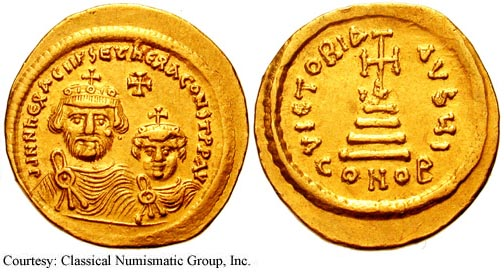
皇帝希拉克略發行的索利都斯金幣，博努斯是皇帝最親密和最信任的助手之一，在公元622年後的希拉克略出征期間，博努斯持續主掌拜占庭帝國的政事直至他去世為止。

有關博努斯的來歷出身和他的個人生活幾乎一無所知。在公元626年一首獻給博努斯的讚頌詩中，皮西迪亞的喬治稱他為希拉克略的「戰友」，這可能意味著博努斯早在希拉克略於公元610年從阿非利加起航推翻皇帝福卡斯的統治（公元602年－610年）時起就已經追隨著他了。此外博努斯還有一位為人所知，名叫約翰的私生子，約翰在公元622年時作為人質被送往阿瓦尔人處。
在這段時期，拜占庭帝国與它在東方的勁敵波斯萨珊王朝正進行長年的戰爭。於過去的20年中，波斯一方的軍隊接連得勝，佔領了拜占庭帝國黎凡特的大部分地區。公元622年，在與巴尔干半岛的阿瓦爾人達成和平協議之後，希拉克略決定親自率軍征討波斯人。博努斯作為皇帝的副手和年幼皇子的監護人，他和君士坦丁堡普世牧首塞爾吉烏斯一同留在首都君士坦丁堡 。在接下來的幾年裡，希拉克略幾乎沒有參與國政，博努斯實質上擔任著拜占庭帝國攝政的角色。
依據目前的史料，尚未能確切知曉博努斯所具體擔任的職務，不過其擁有貴族的頭銜，在文獻紀錄中他通常被簡稱為「領帥」，領帥的稱呼隱射博努斯所任的職位應為執事長官，但狄奧多爾·辛克羅斯（Theodore Synkellos）又稱呼他為「將軍」，這似乎意味著博努斯擔任的是大元帥一職。而在現代學界中，對於博努斯究竟擔任何種職務分歧成兩派觀點：《羅馬帝國後期的人物傳記》與沃爾特·凱吉支持後一種論點，而约翰·哈尔顿則明顯支持前者。
到了公元626年，希拉克略在東方取得了幾場勝利，將整個戰局扭轉至有利於拜占庭的一方，但是波斯將領沙赫尔巴拉兹依舊與他的軍隊駐紮在靠近君士坦丁堡的小亞細亞地區。在這個緊要關頭，波斯人與阿瓦爾人達成和解，提高了雙方聯合圍攻君士坦丁堡的可能性。波斯的軍隊為此向前推進，佔據且夷平了與拜占庭帝國首都隔海相望的迦克墩，並在當地等候阿瓦爾人軍隊的到來。雖然皇帝希拉克略接獲首都遭受敵軍威脅的消息，但他仍決定不親自返回君士坦丁堡。相反地，希拉克略給博努斯提供建議和增援，博努斯開始加固君士坦丁堡城牆並補充所需的糧食。
在阿瓦爾人的軍隊於公元626年7月抵達君士坦丁堡之前。博努斯拒絕了阿瓦爾可汗的勸降，敵軍於7月29日展開攻城行動。博努斯擔任拜占庭防守軍的總指揮。在圍城戰的頭五天，他多次派遣使節試圖說服可汗撤軍，並提供金錢作為報償。到了圍城的第五日，拜占庭使節在可汗的帳篷裡遇見波斯人派出的使者，這件事凸顯出，如果阿瓦爾人的斯拉夫人盟友設法將波斯大軍運過博斯普魯斯海峽，那麼整座城市將處於危險之中。有鑒於此，在攻城戰的第十天，即8月7日，當阿瓦爾人的進攻行動達到最為激烈的關鍵點時，博努斯誘使斯拉夫人落入已設好的圈套：由於拜占庭人此前已獲悉，斯拉夫艦隊越過海峽與波斯人部隊在迦克墩的會合信號是將會點燃巨大的篝火。因此，拜占庭人自己在布雷契耐點起一叢篝火，當斯拉夫人通過博斯普魯斯海峽時，停留在金角湾裡的拜占庭海軍當即沖上前去發動突襲，決定性地擊敗了敵方的艦隊。
博努斯在成功挫敗阿瓦爾人對君士坦丁堡城牆發起的進攻後，他不得不制止住城中包括婦女與兒童在內過於急切的市民們，許多人都渴望衝出城外繳獲敵人的攻城武器 。與拜占庭一方相反，阿瓦爾人在8月8日開始撤退，而博努斯、普世牧首塞爾吉烏斯和大量群眾來到黃金城門觀看他們的撤退和被阿瓦爾人自己焚毀正熊熊燃燒的攻城塔 。皇帝的兄弟狄奧多爾在不久後率領一支軍隊來到首都，開始掌管君士坦丁堡的事務。此後不久，博努斯於公元627年的5月初逝世，並在同年的5月11日被安葬於斯图狄奥斯修道院內。

## 博努斯的蓄水池
博努斯在君士坦丁堡城內興建了一座大型的蓄水池，水池上方蓋有圓頂的屋頂，位置靠近博努斯自己的家。由於蓄水池位在的圣使徒教堂東北方地區，是整座城市中最涼爽的地點。因此，拜占庭皇帝羅曼努斯一世（公元920年－944年在位）日後也在那裡建造了一座名叫「博努斯新宮」的宮殿。而智者利奧六世（公元886年－912年在位）的第一任妻子狄奧法諾·馬丁納基亞另外在附近也修築有一所教堂，教堂被命名為「博努斯蓄水池的聖君士坦丁教堂」，她的遺體最終被移至該教堂內，時間點可能在公元1204年城市被十字軍洗劫之後。整個宮殿建築群在每年5月21日紀念城市創建者君士坦丁大帝的儀式中承擔著重要的作用，在這段時間裡，皇室成員都會從皇宮啟程前往聖使徒教堂的君士坦丁大帝陵墓後再返回。

## 外部連結
- Pearse, Roger. . The Tertullian Project. 2007  [23 May 2012]. （原始内容存档于2017-12-16）.